# 多指畸形
多指畸形，或多趾畸形、多指症，是一種涉及額外的手指或腳趾的先天畸形。

## 历史
多出來的手指或腳趾一般都只是一細小的軟組織，有時會有骨頭但沒有關節，很少會是完整結構的。額外的手指或腳趾一般是在尺骨那一面（即接近尾指）長出，很少會在橈骨（即拇指）那面，在中間三指間長出則極為罕見。這三種畸形分別稱為軸後多指畸形、中央多指畸形及軸前多指畸形。它很多時會在原有的指上長出，很少會像正常的手指般在手腕長出。
多指症是常見的體染色體顯性遺傳，是最常見的先天性數字異常的手和腳。是先天畸形多種病徵的其中一種，或是獨有的病徵。若是獨有的話，很多時都是與單一基因突變有關，而非多因子性狀的突變。 不過，不同基因的突變均會引起多指畸形。

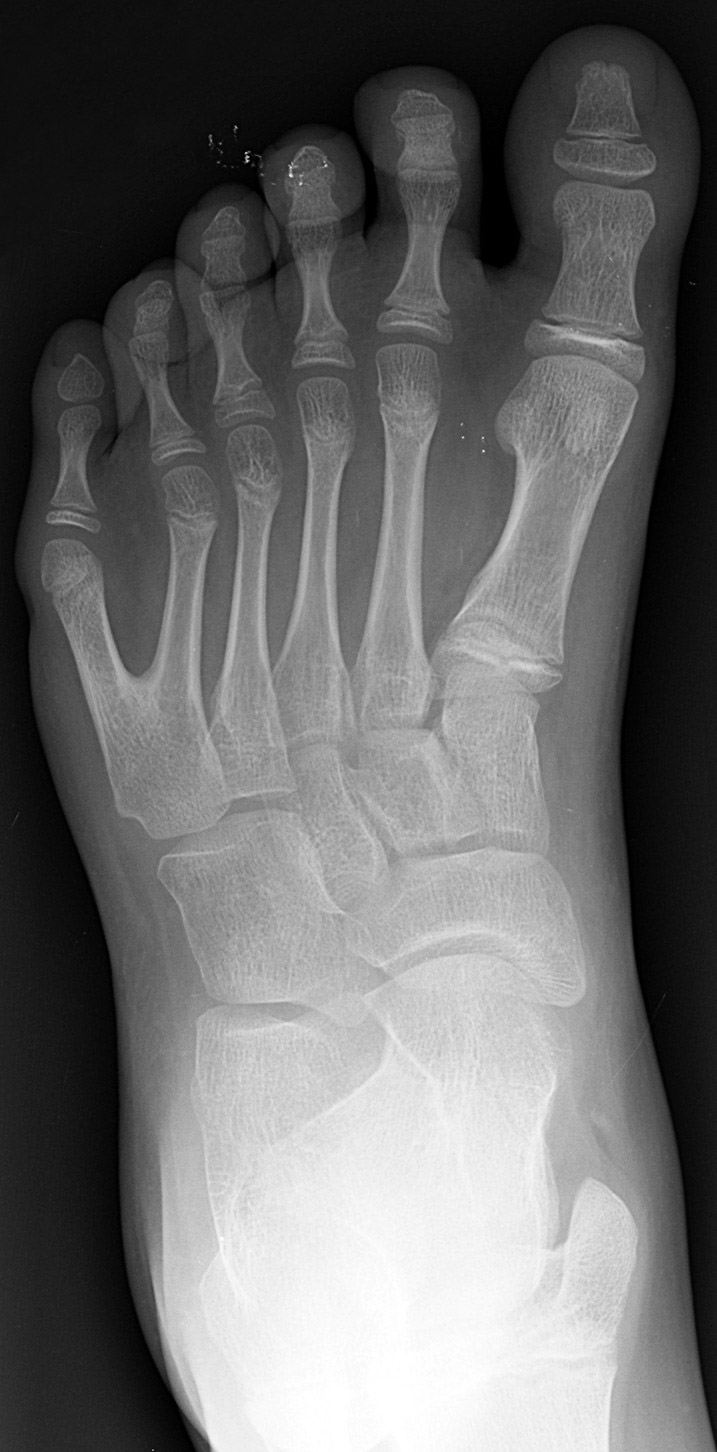
軸後多趾畸形的左腳。

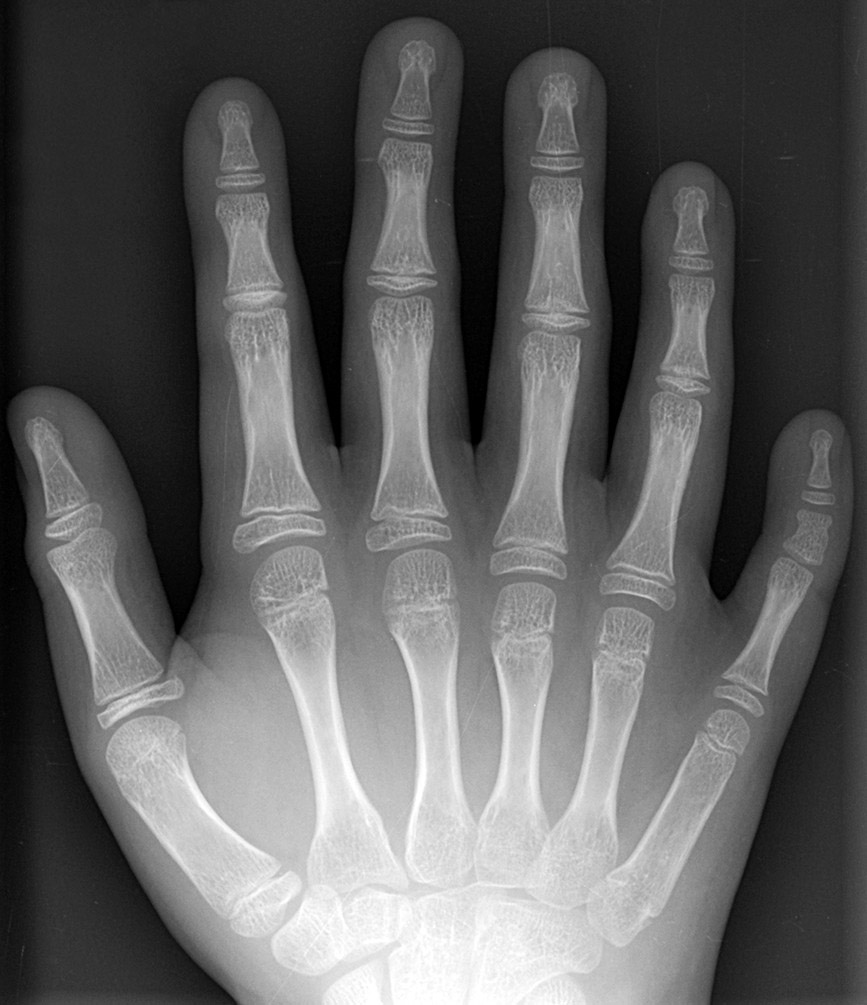
中央多指畸形的右手。

每500個小孩就會有1個出現多指畸形。非洲裔黑人小孩會較多患上軸後多指畸形，黑人男孩出現軸後多指畸形差不多是白人的10倍。一項研究發現每1000個白人男性中，就有2.3個患上多指畸形，而1000個白人女性中，則有0.6個患上；1000個黑人男性中，有13.5個會患有此病，1000個黑人女性中，則有11.1個患上。

## 患病例子
- 祝允明，明朝文學家、書法家，右手有六指。
- 豐臣秀吉，日本戰國時代大名，相傳其右手有兩隻拇指。
- 蔡一智，香港男子歌唱組合草蜢成員，右手有兩隻拇指。
- 李提克·羅森，印度裔演員，右手有兩隻拇指。[4]
- 梁國威，香港足球員。
- 黑面，台灣男演員。
- 吳庠宏 台灣男國手
- 安東尼奧．阿爾豐塞卡 ，美国棒球員
- 印度一名男婴共有34只手指和脚趾，为世界最多[5]。